# Janneke Peper

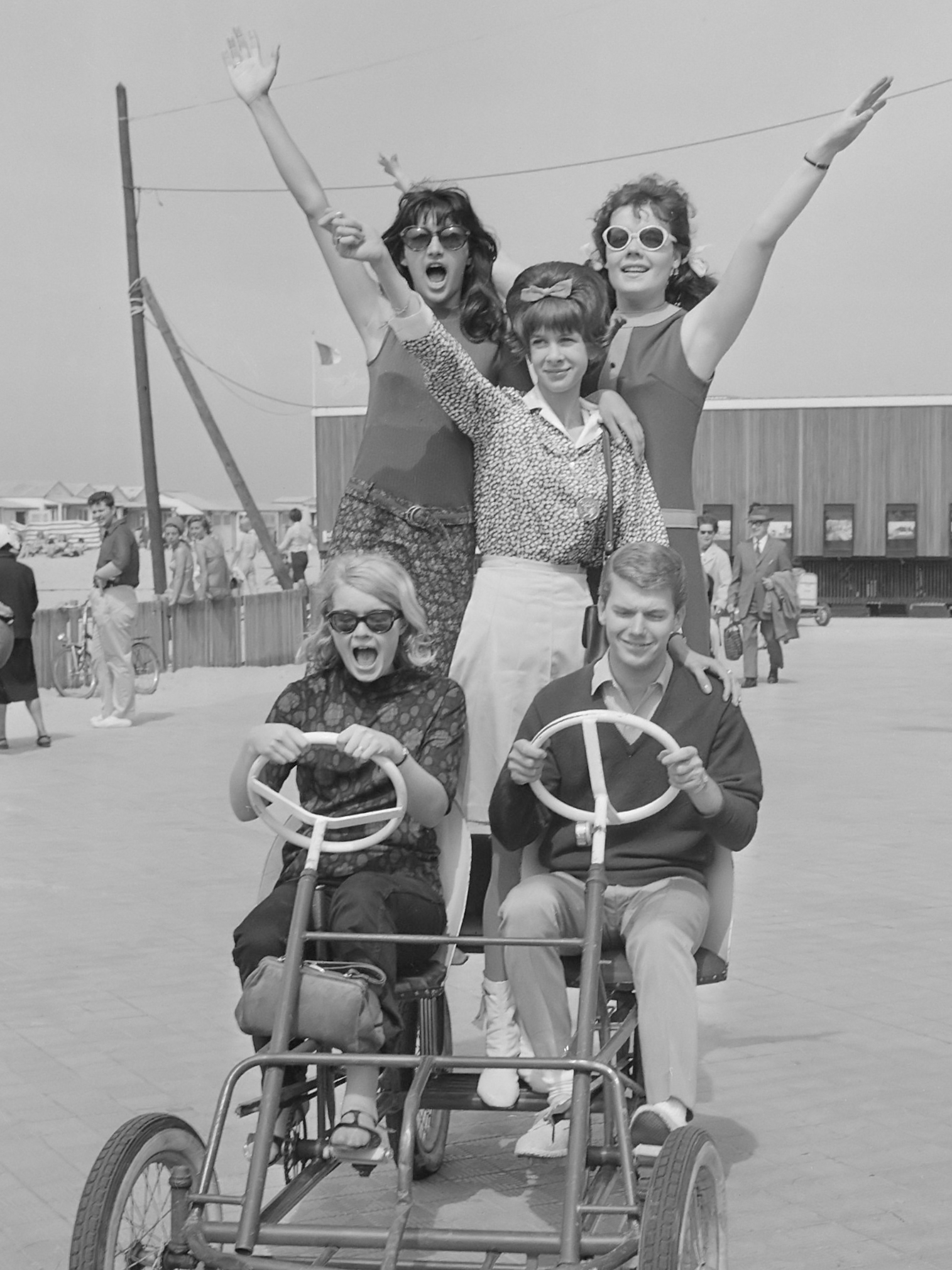
De Nederlandse afvaardiging naar het Knokkefestival, Janneke Peper in het midden. (1966)

Janneke Peper (Winschoten, januari 1951) is een voormalig Nederlands zangeres. Zij was actief van 1963 tot 1967. De Groningse bracht in totaal zeven singles uit; vier Nederlandstalige en drie Duitstalige.
Peper begon met zingen toen zij nog op school zat, Met Eppe Bodde vormde zij het zangduo Sjan & Eppi. Gert Timmerman ontdekte haar in 1964, toen zij in Vlagtwedde optrad in Hotel Beijering, eigendom van Jan Beijering. Timmerman liet haar in maart 1966 optreden in zijn televisieprogramma Is Gert Thuis? Zij zong er haar lied Skibbeldi-babdi-baby. Zes weken eerder had zij op de Nederlandse televisie gedebuteerd bij Mies Bouwman in het tv-programma Mies en scène. In West-Duitsland trad zij veel op met het orkest van Werner Müller.
In 1966 deed zij met Nederland mee aan het Songfestival van Knokke. Zij zat in een team met Martine Bijl, Margie Ball, Karin Kent en Ronnie Tober. In 1967 stopte zij met optreden. Zij kon de druk niet meer aan.
Naast de singles zijn er nog 'The Rocking Recordings 1965-1966', zes tracks van in totaal 13 minuten en 28 seconden.

## Discografie
1963
- Waarom rij je zo hard, pappie / Moeder wil je me vergeven (Imperial)

1965
- Rotarose Liebesbriefe / Skibbeldi-babdi-baby (Decca Records)

1966
- Skibbeldi-babdi-baby / Lilablauwe liefdesbriefjes (Decca Records)
- Oh, ich bin kein kleines Baby mehr / Meine Träume (Decca Records)
- Over en over / Ik ga met jou (Decca Records)
- Als ik maar nee zeggen kon / Harry (lijm toch mijn hart) (Decca Records)

1967
- Liebe ist ein heißes Eisen / Küssen ist doch nicht verboten (Decca Records)